# Mörön (Mongolië)
Mörön (Mongools: Мөрөн; "rivier", ook gespeld als Murun, Moron of Muren) is een stad in het noorden van Mongolië en het bestuurlijk centrum van de ajmag Hövsgöl, waarbinnen het een sum (district) vormt, die is onderverdeeld in 10 bags. Het telde 28.147 inwoners bij de volkstelling van 2000.
In de stad bevinden zich een ziekenhuis, museum, theater, postkantoor, een aantal scholen en kleuterscholen, alsook een van de grootste openluchtmarkten van het land. Mörön heeft een eigen elektriciteitscentrale, maar werd pas in 2004 aangesloten op het elektriciteitsnet van het land. Bij de stad bevindt zich de luchthaven Mörön, die regelmatige vluchten onderhoudt met Ulaanbaatar.

## Geschiedenis
De plaats ontstond rond het Möröngiin Hureeklooster, dat tussen 1809 en 1811 werd gebouwd op de oever van de rivier de Delgermörön. Tegen het begin van de 20e eeuw was de bevolking van het klooster uitgegroeid tot 1300 lama's. In 1933 werd het bestuurlijk centrum van de ajmag Hövsgol verplaatst van Hatgal naar Mörön. In 1937 werd het klooster onder de communistische leiding verwoest. In de jaren 90 werd het Danzadarjaa Hiidklooster opgericht aan de westzijde van de stad.
De stad is sterk gegroeid sinds de val van de communistische regering begin jaren 90. Telde de stad nog 21.300 inwoners bij de volkstelling van 1989, in 2007 werd ze reeds geschat op ruim 40.000, van wie een groot deel in joerts woonden.

## Demografie
| 1959  | 1969   | 1979   | 1989   | 1994   | 2000   | 2005   |
| ----- | ------ | ------ | ------ | ------ | ------ | ------ |
| 9.000 | 11.200 | 16.500 | 21.300 | 27.230 | 28.147 | 35.872 |

De aantallen voor 1969, 1979, 1989 en 2000 betreffen volkstellingen, de overige zijn schattingen